# Chrystowo
Chrystowo (biał. Хрыстова; ros. Христово) – wieś na Białorusi, w obwodzie witebskim, w rejonie postawskim, w sielsowiecie Wołki.

## Historia
W czasach zaborów wieś i dobra w gminie Norzyca, w powiecie wilejskim w guberni wileńskiej Imperium Rosyjskiego.
W dwudziestoleciu międzywojennym wieś i folwark leżały w Polsce, w województwie wileńskim, w powiecie duniłowickim (od 1926 postawskim), w gminie Norzyca.
Według Powszechnego Spisu Ludności z 1921 roku zamieszkiwało:
- wieś –  220 osób, 211 było wyznania rzymskokatolickiego a 24 prawosławnego. Jednocześnie 178 mieszkańców zadeklarowało polską a 57 białoruską przynależność narodową. Były tu 43 budynki mieszkalne[5]. W 1931 w 52 domach zamieszkiwały 253 osoby[6].
- folwark  – 17 osób, 16 było wyznania rzymskokatolickiego, a 1 prawosławnego. Jednocześnie wszyscy mieszkańcy zadeklarowali polską przynależność narodową. Były tu 2 budynki mieszkalne[5]. W 1931 w 2 domach zamieszkiwało 27 osób[6].

Wierni należeli do parafii rzymskokatolickiej w Dzierkowszczyźnie. Miejscowość podlegała pod Sąd Grodzki w Duniłowiczach i Okręgowy w Wilnie; właściwy urząd pocztowy mieścił się w Łasicy.
W 1938 roku miejscowości należały do gromady Michałowo gminy Norzyca.
Po agresji ZSRR na Polskę w 1939 roku wieś znalazła się w granicach BSRR. W latach 1941–1944 była pod okupacją niemiecką. Następnie leżała w BSRR. Od 1991 roku w Republice Białorusi.